# Орден «Эл-юрт хурмати»
Орден «Эл-юрт хурмати» («Уважаемому народом и Родиной») — государственная награда Республики Узбекистан.
Учреждëн Законом Республики Узбекистан от 28 августа 1998 года № 664-I для стимулирования самоотверженного и плодотворного труда граждан Узбекистана, вносящих большой вклад в такие благородные и великие дела, как создание достойных условий жизни, реализация способностей и талантов молодого поколения, повышение авторитета республики.

## Положение
1. Орденом «Эл-юрт хурмати» награждаются граждане Республики Узбекистан за большой вклад в дело укрепления независимости страны, её экономической мощи, роста национальной духовности и культуры, заслужившие своим трудом, научной, общественной работой, трудолюбием и патриотизмом уважение и авторитет общественности.

Орденом «Эл-юрт хурмати» могут награждаться также лица, не являющуюся гражданами Республики Узбекистан.
1. Представление к награждению, награждение и вручение ордена «Эл-юрт хурмати» производится в порядке, предусмотренном Законом Республики Узбекистан «О государственных наградах».

1. Лица, награждённые орденом «Эл-юрт хурмати», получают единовременное денежное вознаграждение в размере пятидесятикратной минимальной заработной платы. Лица, награждённые орденом «Эл-юрт хурмати», пользуются льготами, устанавливаемыми законодательством.

## Описание ордена
Орден «Эл-юрт хурмати» изготавливается из серебра 925 пробы, покрытого золотом толщиной 1 микрометр, имеет форму восьмиконечной звезды с двугранными лучами. Между углами звезды расположены пучками расходящиеся лучи, покрытые прозрачной эмалью голубого цвета. Расстояние между противоположными концами звезды 52 миллиметра. Диаметр окружности, в которую вписываются лучи — 49 миллиметров. В центре ордена, на окружности, окаймленный полоской красного цвета, изображен архитектурный ансамбль Регистан. За ним, фоном, долины и горы, покрытые цветной эмалью, а над ними, на фоне голубого неба, восходящее солнце. Все изображение покрыто прозрачной эмалью, которая образует над ним сегмент полусферы.
Вокруг изображения располагается ободок, в верхней части которого, на белом фоне, надпись EL-YURT HURMATI. В нижней части ободка — лавровые ветви, покрытые прозрачной эмалью зеленого цвета. На оборотной стороне, в нижней части, нанесён номер ордена вогнутым шрифтом размером 1 миллиметр.
Орден с помощью ушка и кольца соединяется с колодкой, которая покрыта муаровой лентой цветов Государственного флага Республики. Носится на левой стороне груди.

### Орден для Нурсултана Назарбаева
16 сентября 2017 года в ходе официального визита Президента Республики Казахстан Нурсултана Назарбаева в Узбекистан ему был вручен орден «Эл-юрт хурмати», внешний вид которого отличается от вышеописанного. В частности, орден был вручен на шейной ленте цветов государственного флага (с красными полосками), знак к которой прикреплён при помощи металлического переходного звена.